# 春画先生
『春画先生』（しゅんがせんせい）は、2023年10月13日公開の日本映画。監督は塩田明彦、主演は内野聖陽。
ひょんなことから江戸文化の裏の華である性風俗を題材にした浮世絵「春画」の虜となっていく若い女性の目を通して、春画を愛する個性豊かな人々が織りなす人間模様を描いたコメディ。
また、本作は全国で劇場公開される商業映画として、日本映画では初めて春画がR15+指定の認証を得て無修正で描写された作品となる。

## ストーリー
妻に先立たれて春画の研究する風変わりな春画先生と呼ばれる有名な研究者の芳賀一郎。退屈な毎日に送る春野弓子は、そんな芳賀と春画に出会い、戸惑いつつも春画の魅力を知り、芳賀に恋をする。

## キャスト
- 芳賀一郎：内野聖陽
- 春野弓子：北香那[1][2]
- 辻村俊介：柄本佑[5]
- 本郷絹代：白川和子[5]
- 藤村一葉 / 藤村伊都：安達祐実[5]
- 水沢芳香：柳美稀[6]
- 生田仁美：福室莉音[7]
- 菱川：泉拓磨[8]
- 北浦：須藤蓮
- 神保：田山涼成[9]
- 会場の娘：荒川琴[10]
- 山口タカコ[11]
- 男性：吉田茂樹
- 少女たち：MIO、YAE
- 男性：大鷹明良
- 金吾：嶋崎伸夫[12]
- 金吾の妻：小田原さち[13]
- 白石：白石タダシ
- 勝平ともこ[14]
- 着付師：中谷水嶺[15]
- 旅館従業員：樋渡三紗[13]
- 運転手：品田誠[16]

## スタッフ
- 原作・監督・脚本：塩田明彦
- 製作：中西一雄、小林敏之、小西啓介[17][18]
- プロデューサー：小室直子[17][18]
- 共同プロデューサー：関口周平[17][18]
- ラインプロデューサー：松田広子[17][18]
- 音楽：ゲイリー芦屋[17][18]
- 撮影：芦澤明子（J.S.C.）[17][18]
- 照明：永田英則[17][18]
- 録音：郡弘道[17][18]
- 美術：安宅紀史[17][18]
- 装飾：山本直輝[17][18]
- スクリプター：柳沼由加里[17][18]
- 衣装デザイン：小川久美子[17][18]
- 衣装：白井恵[17][18]
- ヘアメイク：齋藤美幸[17][18]
- 編集：佐藤崇[17][18]
- サウンドエディター：伊東晃[17][18]
- VFXプロデューサー：浅野秀二[17][18]
- VFXディレクター：横石淳[17][18]
- 助監督：久保朝洋[17][18]
- 制作担当：宮森隆介[17][18]
- 宣伝プロデューサー：大﨑かれん[18]
- 配給・宣伝：ハピネットファントム・スタジオ[2][17][18]
- 制作プロダクション：オフィス・シロウズ[2][18]
- 企画・製作幹事：カルチュア・エンタテインメント[2][18]
- 製作：『春画先生』製作委員会（カルチュア・エンタテインメント、TCエンタテインメント、ハピネットファントム・スタジオ）[2][18]